# ECA (motorfiets)
ECA is een Duits historisch merk van motorfietsen.
De bedrijfsnaam was: Ing. E. Carstens, Eca Motorenbau, Hamburg.
In 1923 ging ingenieur Carstens lichte, eenvoudige motorfietsjes maken. Zij waren uitgerust met 142cc-tweetaktmotoren, die mogelijk als inbouwmotor door een ander merk werden geleverd.
In dat jaar ontstonden in Duitsland honderden kleine merken en alleen in een grote stad als Hamburg waren dat er tientallen. Ze richtten zich allemaal op de vraag naar goedkope vervoermiddelen, maar concurreerden dan ook met elkaar. Bij gebrek aan een dealernetwerk moesten ze klanten vinden in de eigen regio en aspirant kopers in Hamburg hadden dan ook zo veel keus, dat de overlevingskans voor de producenten zeer klein was. Carstens stopte zijn productie dan ook al in 1924.